# Алатау (тральщик)
«Алата́у» (каз. Алатау) — казахстанский военный корабль — рейдовый тральщик проекта 10750Э, названный в честь горного хребта Алатау на юго-востоке страны. Первый корабль данного класса в составе ВМС Казахстана. Бортовой номер — 531.

## Конструкция
Корабль разработан российским ПКБ «Алмаз». Предназначен для поиска и уничтожения донных и якорных мин с помощью электромагнитного, акустического или механического тралов на море в районе акваторий портов, баз, выходов из них, прибрежной шельфовой зоны до глубины 100 метров.
При необходимости тральщик может использоваться в качестве противодиверсионного катера.
Корпус тральщика выполнен из монолитного стеклопластика, сформированный методом вакуумной инфузии.

## Вооружение
Ракетное вооружение представлено переносным зенитно-ракетным комплексом «Игла-1М», тральное оборудование акустическим и контактным тралами, автономными необитаемыми подводными аппаратами. Оборудование для миноискание преимущественно западного производства.
Артиллерийская 30-мм установка АК-306 и два 12.7-мм пулемётов «Корд».

## Служба
Контракт на строительство корабля проекта 10750Э (с опционом еще на одну единицу) для ВМС Казахстана был подписан летом 2013 года. Заложен под заводским номером 366 31 июля 2014 года на Средне-Невском судостроительном заводе. Спущен на воду 30 октября 2015 года. 26 июля 2016 вышел на ходовые испытания в Балтийском море. В октябре 2016 года начал свой переход в Каспийское море, где продолжил программу испытаний. Переход осуществлялся по российским внутренним водным путям.
Официальная церемония передачи корабля военно-морскому флоту Республики Казахстан состоялась в марте 2017 года. Поднятие флага ВМС Казахстана состоялось в порту Актау. В церемонии участвовал главнокомандующий военно-морских сил РК, вице-адмирал Жандарбек Жанзаков. Стоимость корабля составила 11,5 млрд тенге.

## Командиры корабля
- капитан 3-ранга Тагайбек Сейтхан[4]